# La mia voce (singolo)
La mia voce è un singolo del cantante italiano Fabrizio Moro, pubblicato l'8 luglio 2022 come terzo estratto dal secondo EP omonimo.

## Video musicale
Il video, diretto da Fabrizio Cestari, è stato reso disponibile in concomitanza del lancio del singolo attraverso il canale YouTube del cantante.